# Cole Aldrich
Cole David Aldrich (Burnsville, 31 ottobre 1988) è un ex cestista statunitense, professionista nella NBA e in Cina.

## High school e carriera da collegiale
Frequenta la Bloomington Jefferson High School, e nel 2006 viene selezionato per l'evento McDonald's All-American Game, che coinvolge i migliori giovani degli Stati Uniti al loro ultimo anno di high school.
Riceve una borsa di studio dalla Kansas University, dove trascorre tre stagioni. Nel suo anno da matricola gioca molto poco poiché il suo ruolo è coperto dal futuro giocatore NBA Saša Kaun: raccoglie poco più di 8 minuti di media a partita per 2,8 punti circa. Il 3 marzo 2008 fa la sua miglior prestazione annuale con 11 punti e 11 rimbalzi.
Nel secondo anno il suo minutaggio cresce e di conseguenza tutte le statistiche: 15,1 punti e 10,8 rimbalzi in 29,7 minuti di media; realizza anche una tripla-doppia, la prima della storia dell'Università del Kansas. Il 13 aprile 2008 dichiara che avrebbe proseguito la permanenza in Kansas per l'anno da junior, ossia il terzo anno accademico. Nel terzo e ultimo anno in Kansas ottiene il prestigioso premio Academic All-America.

## NBA

### Oklahoma City Thunder (2010-2012)
Il 29 marzo 2010, dopo tre stagioni a Kansas, si dichiara eleggibile per il draft NBA 2010. Viene selezionato come undicesima scelta dai New Orleans Hornets, che lo girano immediatamente agli Oklahoma City Thunder. Nel suo primo anno scende in campo in sole 18 occasioni, senza raccogliere cifre significative (solo 1 punto di media a partita), e gioca anche 21 partite con i Tulsa 66ers nella NBDL, a 10,3 punti di media a partita.
Nella sua seconda stagione NBA le cose vanno leggermente meglio, anche se non riesce a superare i 2,2 punti di media partita in 26 apparizioni, tutte dalla panchina.

### Houston Rockets (2012-2013)
Il 27 ottobre 2012, a pochi giorni dall'inizio della stagione, viene coinvolto in uno scambio con gli Houston Rockets che lo porterà a Houston insieme a James Harden, Daequan Cook e Lazar Hayward.

### Sacramento Kings (2013)

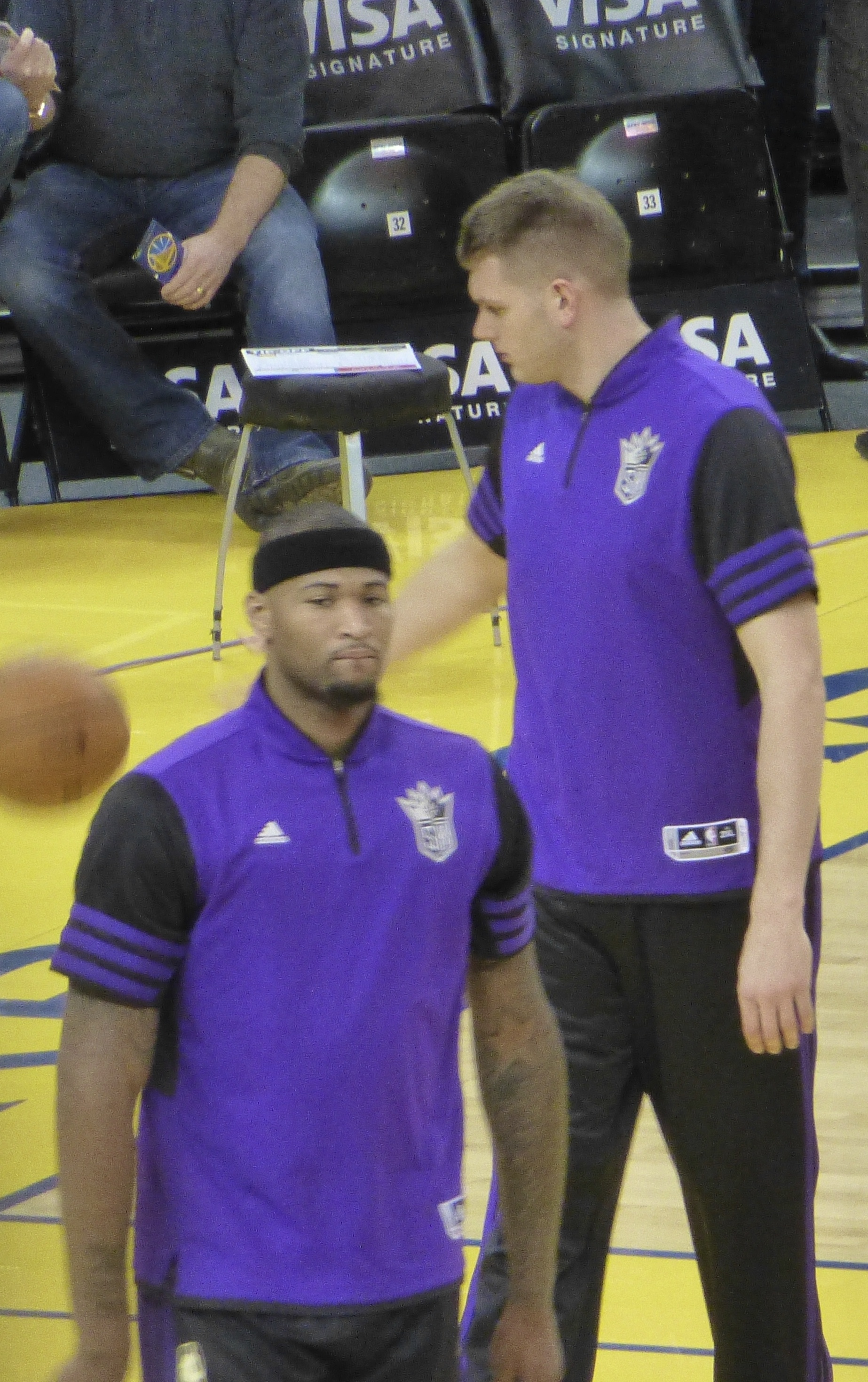
Cole Aldrich (destra) in allenamento con i Sacramento Kings nel 2013 insieme a DeMarcus Cousins (sinistra)

Il 21 febbraio 2013 viene ceduto insieme a Patrick Patterson e Toney Douglas in uno scambio ai Sacramento Kings che ha visto Francisco García, Thomas Robinson e Tyler Honeycutt andare da Sacramento a Houston. Nella terzultima e nella penultima partita della stagione ottiene due doppie doppie.

### New York Knicks (2013-2015)
Il 24 settembre 2013 firma un contratto di un anno con i New York Knicks.

### Los Angeles Clippers (2015-2016)
Per la stagione 2015-16 si accasa ai Los Angeles Clippers dove funge da centro di riserva di DeAndre Jordan.

### Minnesota Timberwolves (2016-2018)
Il 14 luglio 2016, firma con i Minnesota Timberwolves. Va così a giocare nella squadra del suo stato in quanto lui è nativo di Burnsville, città del Minnesota. Nella conferenza stampa di presentazione avvenuta il giorno successivo, dichiarò di aver coronato un sogno in quanto lui è tifoso dei Minnesota Timberwolves sin da bambino e di aver continuato a tifare per i T'Wolves anche quando giocava per le altre squadre.
Il 30 giugno 2018, dopo 2 stagioni dove ha trovato poco spazio nelle rotazioni del coach Tom Thibodeau, viene tagliato.

## Statistiche

### College
| Anno       | Squadra         | PG  | PT | MP   | TC%  | 3P% | TL%  | RP   | AP  | PRP | SP  | PP   |
| ---------- | --------------- | --- | -- | ---- | ---- | --- | ---- | ---- | --- | --- | --- | ---- |
| 2007-2008† | Kansas Jayhawks | 40  | 0  | 8,3  | 51,8 | -   | 68,4 | 3,0  | 0,1 | 0,3 | 0,9 | 2,8  |
| 2008-2009  | Kansas Jayhawks | 35  | 35 | 29,6 | 59,8 | -   | 79,2 | 11,1 | 1,0 | 0,6 | 2,7 | 14,9 |
| 2009-2010  | Kansas Jayhawks | 36  | 36 | 26,8 | 56,2 | -   | 67,9 | 9,8  | 0,9 | 0,8 | 3,5 | 11,3 |
| Carriera   | Carriera        | 111 | 71 | 21,0 | 57,4 | -   | 72,9 | 7,7  | 0,6 | 0,5 | 2,3 | 9,4  |

### NBA

#### Regular Season
| Anno      | Squadra            | PG  | PT | MP   | TC%  | 3P% | TL%  | RP  | AP  | PRP | SP  | PP  |
| --------- | ------------------ | --- | -- | ---- | ---- | --- | ---- | --- | --- | --- | --- | --- |
| 2010-2011 | Oklahoma Thunder   | 18  | 0  | 7,9  | 53,3 | 0,0 | 50,0 | 1,9 | 0,2 | 0,3 | 0,4 | 1,0 |
| 2011-2012 | Oklahoma Thunder   | 26  | 0  | 6,7  | 52,4 | 0,0 | 92,9 | 1,8 | 0,1 | 0,3 | 0,6 | 2,2 |
| 2012-2013 | Houston Rockets    | 30  | 0  | 7,1  | 53,5 | 0,0 | 44,4 | 1,9 | 0,2 | 0,1 | 0,3 | 1,7 |
| 2012-2013 | Sacramento Kings   | 15  | 0  | 11,7 | 56,8 | 0,0 | 72,7 | 4,2 | 0,2 | 0,1 | 0,9 | 3,3 |
| 2013-2014 | N.Y. Knicks        | 46  | 2  | 7,2  | 54,1 | 0,0 | 86,7 | 2,8 | 0,3 | 0,2 | 0,7 | 2,0 |
| 2014-2015 | N.Y. Knicks        | 61  | 16 | 16   | 47,8 | 0,0 | 78,1 | 5,5 | 1,2 | 0,6 | 1,1 | 5,5 |
| 2015-2016 | L.A. Clippers      | 60  | 5  | 13,3 | 59,6 | 0,0 | 71,4 | 4,8 | 0,8 | 0,8 | 1,1 | 5,5 |
| 2016-2017 | Minnesota T'wolves | 62  | 0  | 8,6  | 52,3 | 0,0 | 68,2 | 2,5 | 0,4 | 0,4 | 0,4 | 1,7 |
| 2017-2018 | Minnesota T'wolves | 21  | 0  | 2,3  | 33,3 | 0,0 | 33,3 | 0,7 | 0,1 | 0,1 | 0,0 | 0,6 |
| Carriera  | Carriera           | 339 | 23 | 10   | 52,7 | 0,0 | 73,8 | 3,3 | 0,5 | 0,4 | 0,7 | 3,1 |

#### Play-off
| Anno     | Squadra          | PG | PT | MP   | TC%  | 3P% | TL%  | RP  | AP  | PRP | SP  | PP  |
| -------- | ---------------- | -- | -- | ---- | ---- | --- | ---- | --- | --- | --- | --- | --- |
| 2012     | Oklahoma Thunder | 5  | 0  | 4,9  | 44,4 | 0,0 | 50,0 | 2,6 | 0,0 | 0,0 | 0,0 | 2,0 |
| 2016     | L.A. Clippers    | 6  | 0  | 12,8 | 66,7 | 0,0 | 50,0 | 5,0 | 0,5 | 1,0 | 0,5 | 3,8 |
| Carriera | Carriera         | 11 | 0  | 9,2  | 58,3 | 0,0 | 50,0 | 3,9 | 0,3 | 0,5 | 0,3 | 3,0 |

## Palmarès
- McDonald's All-American Game (2007)
- Campione NCAA (2008)
- NCAA AP All-America Third Team (2010)